# 烏達奇涅 (頓涅茨克州)

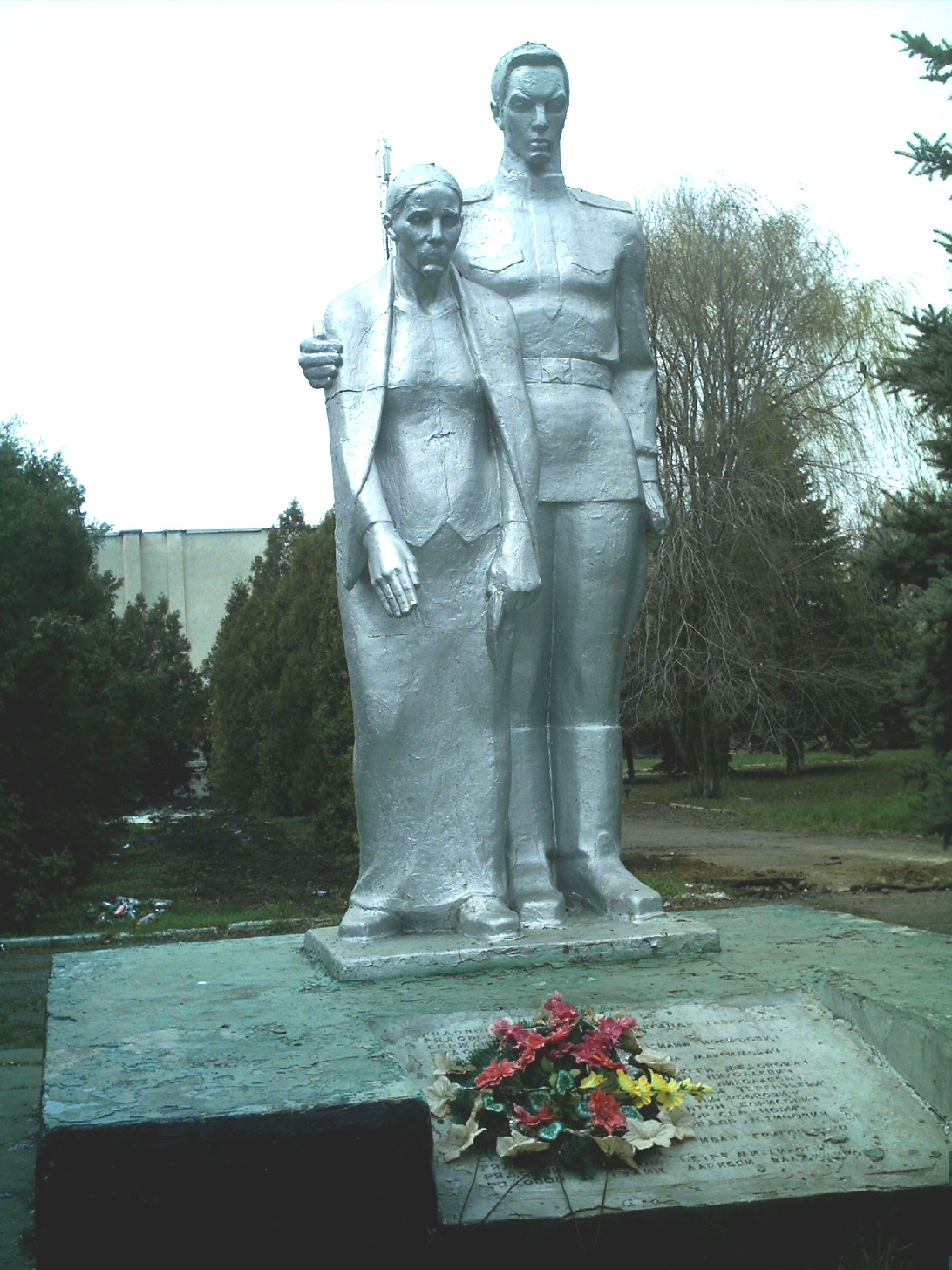
纪念碑

乌达奇涅（羅馬化：Udachne），又译为乌达奇内，是烏克蘭東部頓涅茨克州波克羅夫斯克區乌达奇涅市镇的鎮及行政中心。距離波克羅夫斯克15公里，海拔高度171米，鎮内建有東正教堂，2024年人口300。